# Organizzazione mondiale del turismo
L'Organizzazione mondiale del turismo (OMT è la sigla ufficiale in italiano, mentre UNWTO è la sigla inglese di United Nations World Tourism Organization) è un'agenzia specializzata delle Nazioni Unite con sede a Madrid che si occupa del coordinamento delle politiche turistiche e promuove lo sviluppo di un turismo responsabile e sostenibile.
Vi partecipano al 2018 158 stati membri, 6 membri associati e più di 480 membri affiliati in rappresentanza del settore privato, del turismo scolastico e educativo, delle istituzioni locali di promozione turistica.
L'Italia ha aderito all'organizzazione nel 1978. Oltre alla rappresentanza governativa ne fanno parte come membri affiliati 24 organizzazioni italiane.

## Storia
Già dal 1934 esisteva l'Unione internazionale delle organizzazioni turistiche ufficiali di propaganda (IUOTPO, dall'inglese International Union of Official Tourist Propaganda Organizations). Dopo la seconda guerra mondiale, tuttavia, si decise di sostituire tale organizzazione. Nacque così, nel 1947, l'Unione internazionale delle organizzazioni ufficiali di viaggio (IUOTO, dall'inglese International Union of Official Travel Organizations), la cui prima assemblea costitutiva si tenne a L'Aia. Il quartier generale dell'organizzazione fu temporaneamente stabilito a Londra, nel Regno Unito. L'anno successivo la IUOTO ottenne lo statuto consultivo dell'ONU. Tra il 1948 ed il 1957 furono create anche le commissioni regionali.
Nel 1951 l'organizzazione si trasferisce a Ginevra, dove rimarrà fino al 1975. Nel 1970 un'Assemblea generale straordinaria della IUOTO si riunisce a Città del Messico e adotta lo statuto dell'Organizzazione mondiale del turismo (WTO, dall'inglese World Tourism Organization), che si riunisce per la prima volta a Madrid nel 1975. La capitale spagnola ne diventerà la sede dal 1º gennaio dell'anno successivo.
Nel 2003 viene approvata la trasformazione dell'organizzazione in un'agenzia specializzata delle Nazioni Unite. In seguito a tale decisione, la sigla dell'organizzazione viene cambiata nel 2005 in UNWTO.

### Best Tourism Villages

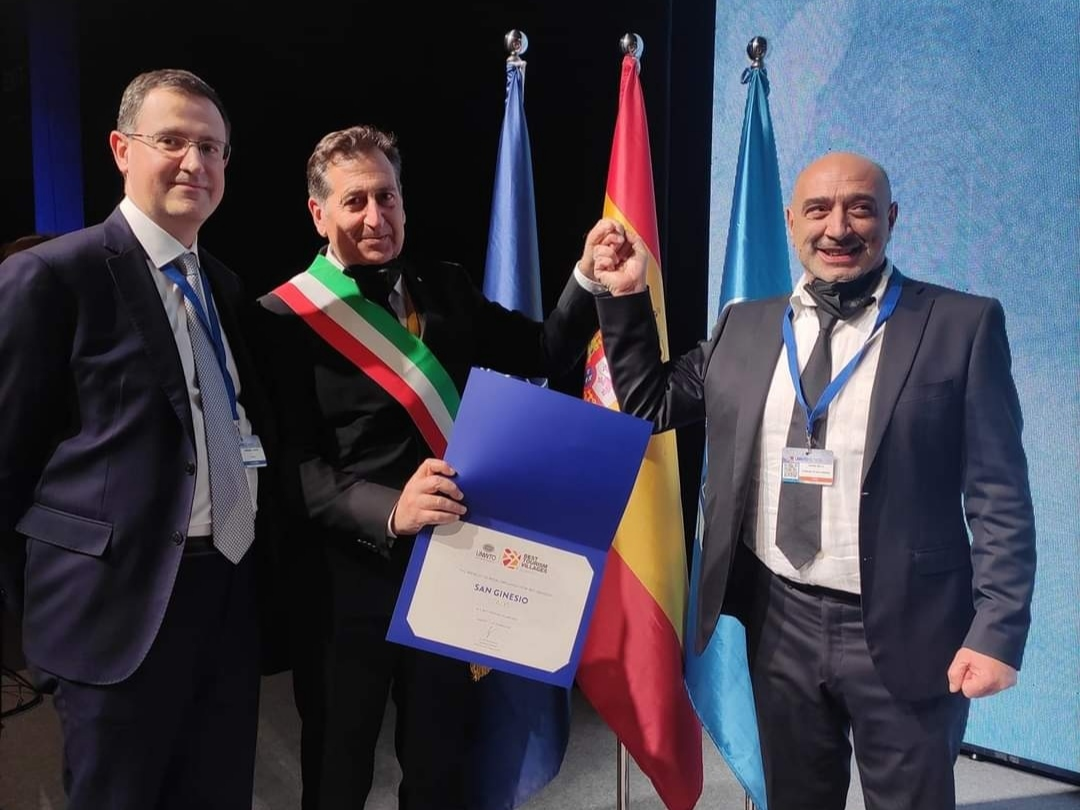
Il sindaco e il vicesindaco di San Ginesio ricevono il premio nel 2021. San Ginesio è il primo Comune italiano a ricevere il premio

La Best Tourism Villages è un'iniziativa nata per promuovere il turismo nelle zone e nei villaggi rurali del mondo. Oltre alla promozione dei luoghi, delle attività e dei prodotti locali, l'iniziativa combatte lo spopolamento delle piccole cittadine cercando di salvaguardarle e di valorizzarle. Ogni anno vengono selezionati i paesi che si distinguono e che si impegnano nella sostenibilità ambientale, economica e sociale per il turismo, in linea con gli Obiettivi di sviluppo sostenibile (OSS) dell'agenda 2030. L'iniziativa è aperta a tutti gli Stati membri che presentano un massimo di tre località con meno di 15 000 abitanti.

## Struttura

Precedente logo utilizzato dall'OMT

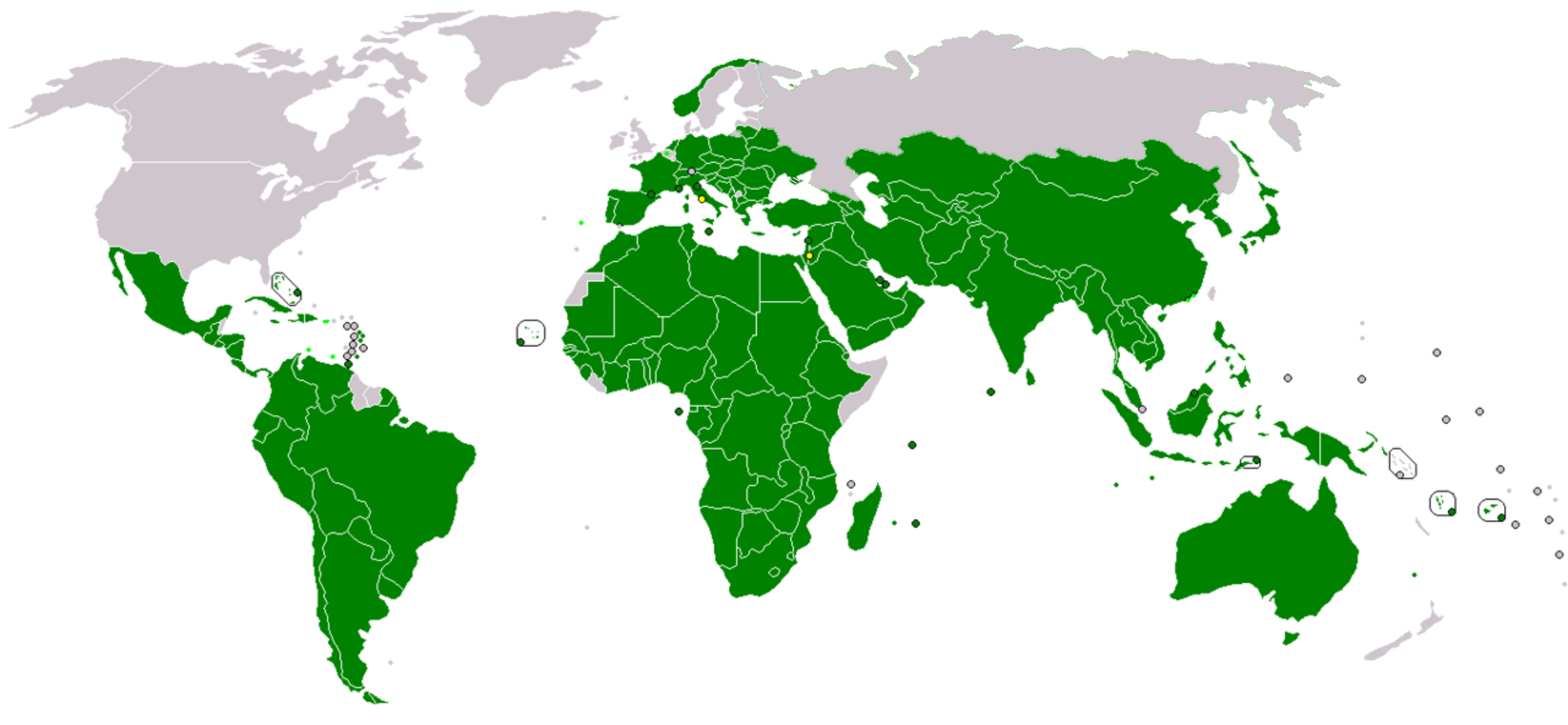
Mappa con evidenziati in verde gli Stati membri dell'OMT

- Assemblea generale: è il principale organo dell'Organizzazione Mondiale del Turismo. Si riunisce ogni due anni per approvare il bilancio, il programma di lavoro e per discutere del turismo. Ogni quattro anni elegge un Segretario generale ed è composta dai membri associati. I membri di altre organizzazioni internazionali partecipano come semplici osservatori. Il Comitato Mondiale per l'Etica del Turismo è un organo sussidiario dell'Assemblea generale.[7]
- Commissioni regionali: le commissioni regionali sono il secondo organo dell'organizzazione. Si dividono in Africa, Americhe, Asia orientale e Pacifico, Europa, Medio Oriente e Asia meridionale. Le commissioni si riuniscono almeno una volta all'anno e sono composte da tutti i membri effettivi appartenenti a quelle regioni. I membri affiliati della regione partecipano in qualità di osservatori.[8]
- Consiglio esecutivo: è il consiglio di amministrazione dell'UNWTO, responsabile di garantire che l'Organizzazione svolga il lavoro e che utilizzi, senza sforarlo, il suo budget economico. Si riunisce almeno due volte l'anno ed è composto da membri eletti direttamente dall'Assemblea generale, uno ogni cinque membri. La Spagna possiede automaticamente un seggio permanente nel Consiglio, poiché la sede principale si trova a Madrid. I rappresentanti dei membri associati e dei membri affiliati partecipano alle riunioni del Consiglio Esecutivo in qualità di osservatori.[9]
- Comitati specializzati: sono un organo diviso in sei parti che fornisce consulenza sulla gestione e sul contenuto del programma. Ognuno di loro si occupa di un compito nel dettaglio.[10]
- Segretariato: è responsabile dell'attuazione del programma di lavoro dell'UNWTO e del servizio alle esigenze dei membri. Il segretariato è presieduto dal Segretario Generale che supervisiona tutti i dipendenti. Il Segretariato comprende anche un ufficio regionale di sostegno per l'Asia-Pacifico a Nara, in Giappone, finanziato dal governo giapponese e un ufficio di collegamento a Ginevra come rappresentanza dell'UNWTO presso il Sistema delle Nazioni Unite, l'Organizzazione mondiale del commercio e altre organizzazioni diplomatiche in Svizzera.[11]

## Segretari generali
- 1975 - 1985:  Robert Lonati
- 1986 - 1989:  Willibald Pahr
- 1990 - 1996:  Antonio Enríquez Savignac
- 1998 - 2008:  Francesco Frangialli
- 2008 - 2018:  Taleb Rifai
- 2018 - in carica:  Zurab P'ololik'ashvili